# ابیه‌دو
اُبیه‌دو (به اسپانیایی: Oviedo) مرکز استان آستوریاس در شمال کشور اسپانیا است.
اکثر فعالیت‌های اداری و تجاری منطقه آستوریاس در شهر اُبیه‌دو متمرکز شده‌است.

## دانشگاه ابیه‌دو
دانشگاه ابیه‌دو با بیش از ۴۰۰ سال سابقه یکی از دانشگاه‌های معتبر کشور اسپانیا است و همه ساله تعداد زیادی دانشجو و پژوهشگر را از اقصی نقاط جهان جذب می‌کند.

## جایزه شاهزاده آستوریاس
شهر ابیه‌دو هر ساله میزبان مراسم و جایزه‌ای با نام «جایزه شاهزاده آستوریاس» (به اسپانیایی: Premios Príncipe de Asturias) است. این مراسم در آمفی‌تئاتر کامپوآمور برگزار می‌شود و طی آن جوایزی در هشت گروه مختلف به بهترین دستاوردهای آن گروه اعطا می‌شود. از برندگان جایزه در سال ۲۰۰۷ میلادی می‌توان به باب دیلان در ردهٔ هنر، و ال گور در ردهٔ همکاری‌های بین‌المللی اشاره کرد.

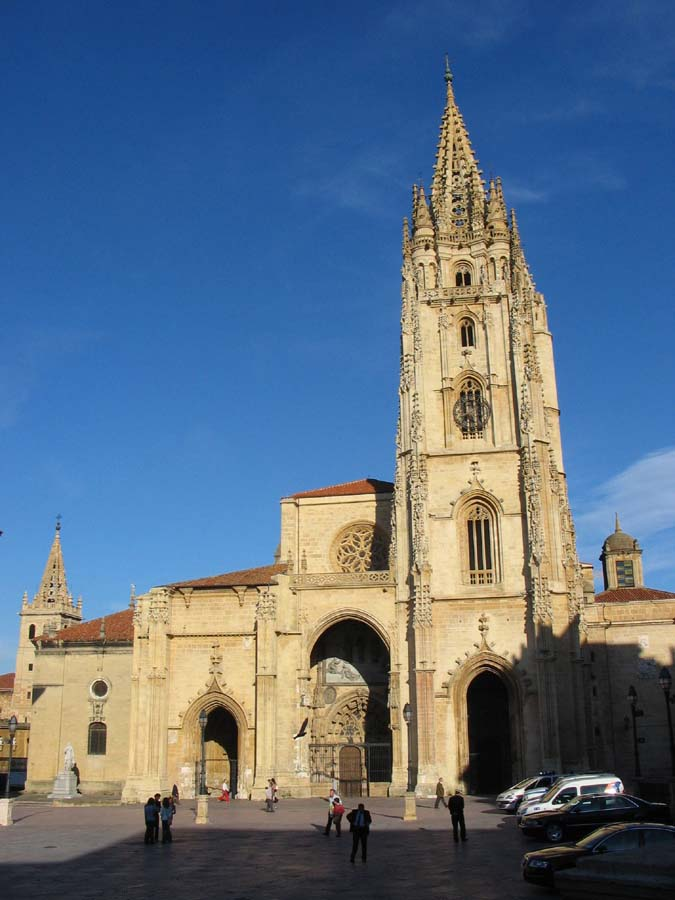
کلیسای سان سالوادور

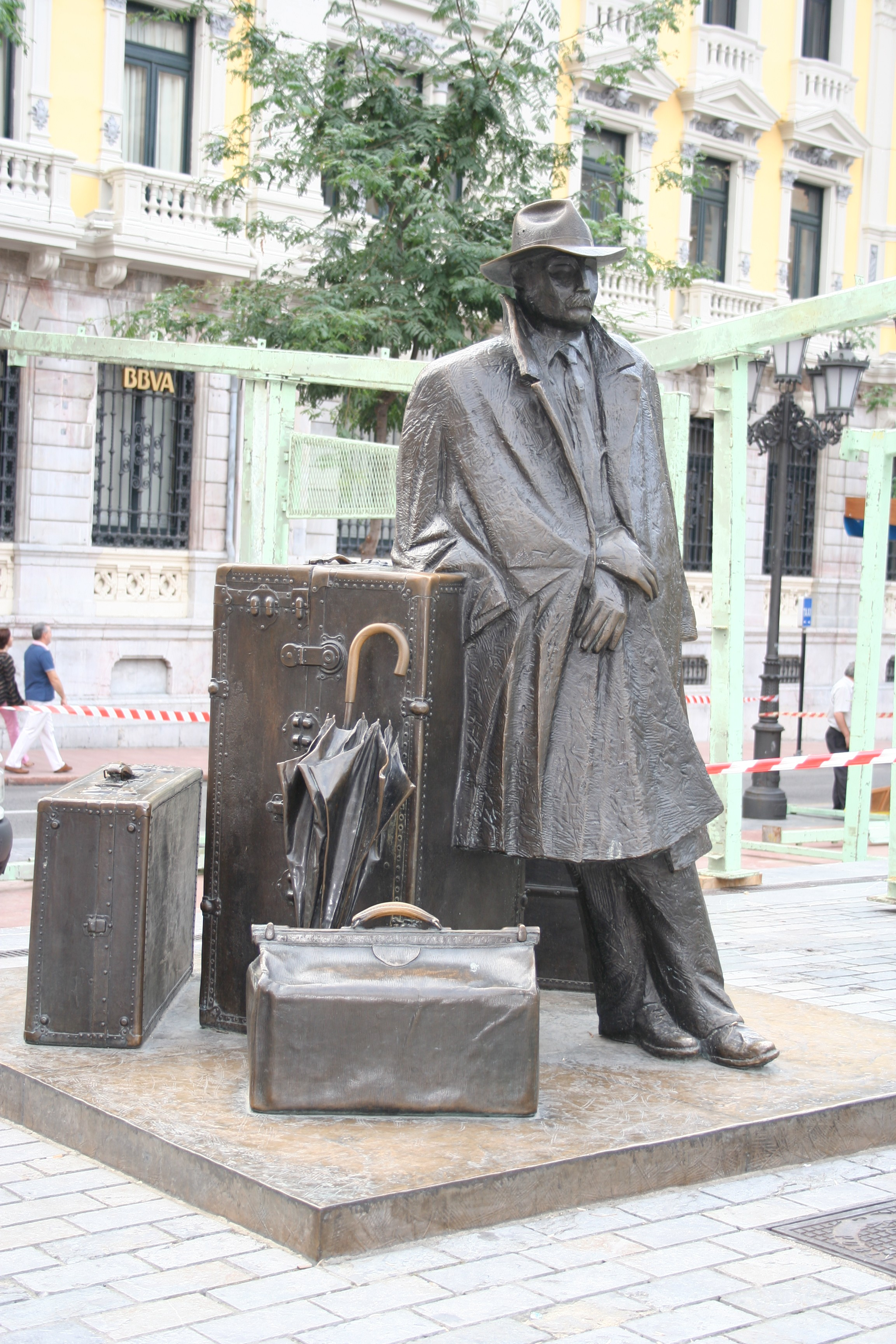
تندیس مسافر